# Erebia balcanica
Erebia balcanica är en fjärilsart som beskrevs av Karl Schawerda 1898. Erebia balcanica ingår i släktet Erebia och familjen praktfjärilar. Inga underarter finns listade i Catalogue of Life.